# Čaka
Ne doit pas être confondu avec Caka (langue).
Čaka (hongrois : Cseke) est un village de Slovaquie situé dans la région de Nitra.

## Histoire
Première mention écrite du village en 1287.

## Démographie

### Évolution de la population
| Année:               | 1994. | 2004.    | 2014.    | 2024.   |
| -------------------- | ----- | -------- | -------- | ------- |
| Nombre de personnes: | 974   | 870      | 773      | 707     |
| Différence:          |       | -10,67 % | -11,14 % | -8,53 % |

| Année:               | 2023. | 2024.   |
| -------------------- | ----- | ------- |
| Nombre de personnes: | 720   | 707     |
| Différence:          |       | -1,80 % |